# Guerra de la Reina Anna
La Guerra de la Reina Anna (1702-1713) va ser la segona d'una sèrie de quatre guerres lliurades entre el Regne de França i el Regne de la Gran Bretanya a Amèrica del Nord pel control del continent, i va ser la contrapartida a la Guerra de Successió Espanyola que va tenir lloc a Europa.
A l'inici de la guerra, el 1702, els anglesos van cremar la major part de Saint Augustine, Florida, obligant a la seva població a refugiar-se al castell espanyol de San Marcos que va resistir el setge, per la qual cosa els anglesos van considerar aquest inici com una derrota. Els espanyols van mantenir Saint Agustine i Pensacola fins al principis del segle xix després de finalitzar la guerra, però el seu sistema de missions al nord de Florida (actual Geòrgia) va ser destruït. L'ajuda militar anglesa als colons va ser bastant ineficaç en les àrees de Charleston, Carolina del Sud, i la frontera de Nova York i Nova Anglaterra amb Canadà. Les forces franceses i les tribus indígenes aliades van atacar Nova Anglaterra des del Canadà, destruint Deerfield (Massachusetts), el 1704. Els apalachee, el domini espanyol i el catolicisme van ser esborrats de Florida en el que es coneix com la Massacre apalache.
Després de la captura del bastió francès de Port Royal per Francis Nicholson 1710, Acàdia es va convertir en la província britànica de Nova Escòcia. el 1712 es va declarar un armistici. Segons el Tractat d'Utrecht, els britànics van obtenir Terranova, la regió de la Badia de Hudson, i l'illa caribenya de Saint Kitts. La pau va durar fins a la següent guerra, la Guerra del Rei Jordi de 1744.
La conquesta britànica d'Acàdia portaria conseqüències importants per als seus habitants francesos. el 1755, durant la Guerra Franco-Índia, molts serien expulsats de la colònia. Alguns van emigrar a Louisiana. La Confederació Iroquesa va romandre neutral en aquesta guerra.